# ماریوس کاپوتسیس
ماریوس کاپوتسیس (انگلیسی: Marios Kapotsis؛ زادهٔ ۱۳ سپتامبر ۱۹۹۱) بازیکن واترپلو است.
وی در مسابقات کشوری و بین‌المللی در مجموع برندهٔ ۱ مدال نقره، ۲ مدال برنز شده‌است.